# Batșeba

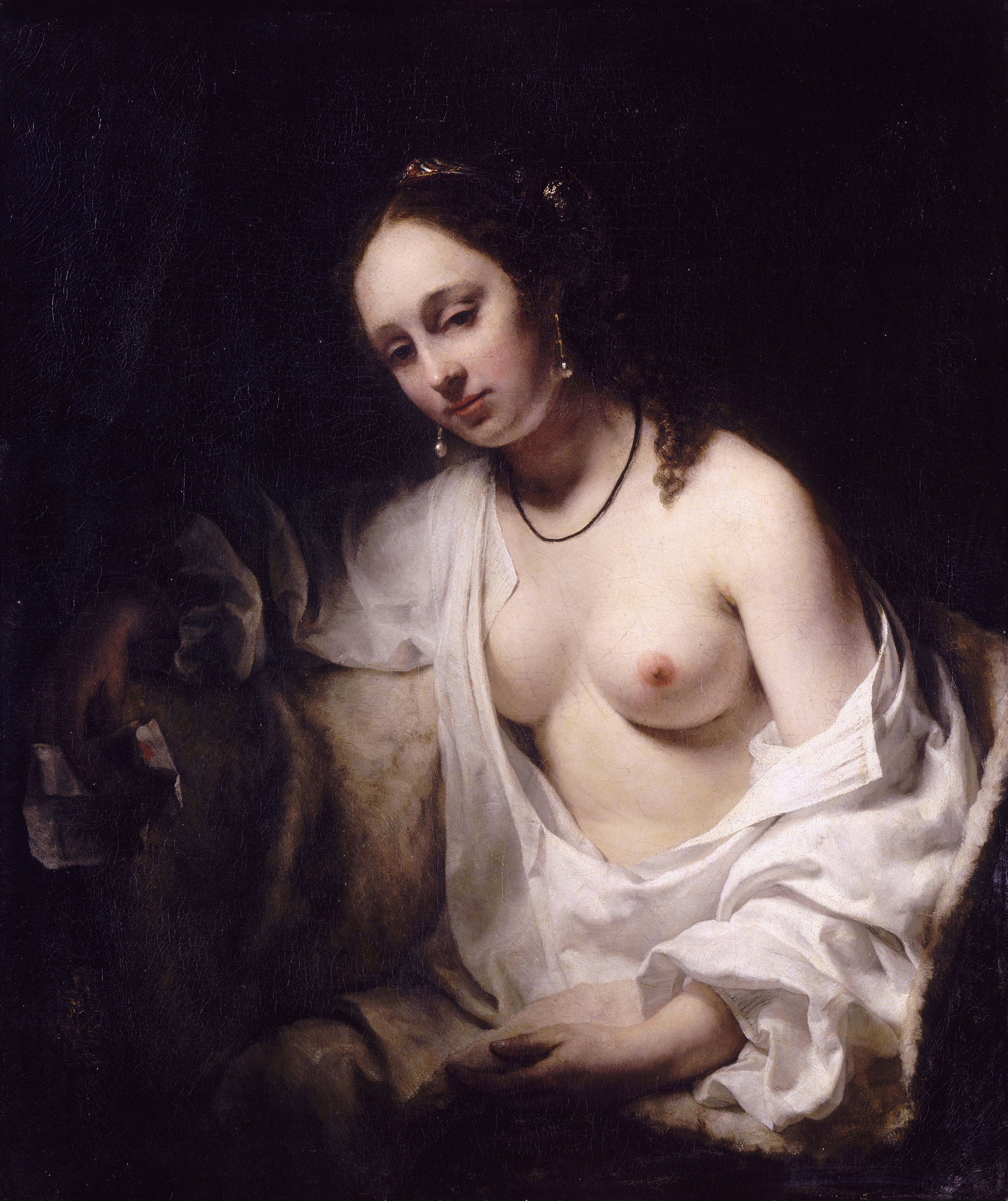

Batșeba  (ebraică: בת שבע‎, Bat Șeva, "fiica jurământului") (arabă: بثشبع‎, "ابنة القسم")  a fost soția lui David și mama lui Solomon. A fost soția lui Urie Hititul care a fost ucis din ordinul lui David. Profetul Natan l-a mustrat pe rege pentru că a comis acest gest și i-a reamintit lui David legământul acestuia cu Dumnezeu. Soția lui Urie a fost însărcinată de către regele David. Contactul sexual al lui David cu soția lui Urie nu s-a pus drept adulter, deoarece Urie nu era evreu și doar bărbații evrei erau protejați de codul legal de la Sinai. Batșeba a avut în total patru fii cu David: Șimea, Șobab, Natan și Solomon.